# ليوبوف أوفشاروفا
ليوبوف ميخائيلوفنا أوفشاروفا (الروسية: любовь Михайловна Овчарова؛ من مواليد 23 أكتوبر 1995) هي لاعبة مصارعة حرة روسية فازت بالميدالية الفضية في حدث بطولة العالم للمصارعة 59 كجم للسيدات في بطولة العالم للمصارعة 2019 التي أقيمت في نور سلطان، كازاخستان. في عام 2021، شاركت في دورة الألعاب الأولمبية الصيفية 2020 في طوكيو، اليابان. حصلت على درجة أستاذة رياضة في روسيا من الدرجة الدولية

## مسيرتها الرياضية
في بطولة أوروبا للمصارعة تحت 23 سنة 2017 التي أقيمت في زومباثيلي، المجر، فازت أوفتشاروفا بالميدالية الذهبية في منافسات وزن 60 كجم للسيدات. في بطولة أوروبا للمصارعة 2017 التي أقيمت في نوفي ساد بصربيا، فازت أيضاً بالميدالية الذهبية في منافسات بطولة أوروبا للمصارعة الحرة للسيدات وزن 60 كجم. في المباراة النهائية، هزمت أناستاسيا غريغورييفا من لاتفيا. وفي العام نفسه، شاركت أيضاً في منافسات بطولة العالم للمصارعة الحرة للسيدات وزن 60 كجم للسيدات في وزن 60 كجم في بطولة العالم للمصارعة الحرة للسيدات وزن 60 كجم التي أقيمت في باريس، فرنسا.
وفي بطولة أوروبا للمصارعة 2020 التي أقيمت في روما، إيطاليا، فازت أوفتشاروفا بإحدى الميداليات البرونزية في منافسات بطولة أوروبا للمصارعة الحرة للسيدات وزن 59 كجم. فازت في المباراة التي فازت فيها بالميدالية البرونزية على التركية إليف يانيك. في العام نفسه، فازت أيضًا بإحدى الميداليات البرونزية في منافسات وزن 62 كجم للسيدات في كأس العالم للمصارعة الفردية 2020 التي أقيمت في بلغراد، صربيا.
في مارس 2021، نافست أوفتشاروفا في البطولة الأوروبية المؤهلة للألعاب الأولمبية للمصارعة المؤهلة للألعاب الأولمبية للمصارعة الأوروبية في بودابست، المجر على أمل التأهل إلى دورة الألعاب الأولمبية الصيفية 2020 في طوكيو، اليابان. تم إقصاؤها في مباراتها الأولى على يد كريشتا إنجي الرومانية كريشتا إنجي. في أبريل 2021، نافست في 65 كجم في 65 كجم في وارسو، بولندا. في مايو 2021، تأهلت في البطولة العالمية للتصفيات الأولمبية في صوفيا، بلغاريا للمنافسة في دورة الألعاب الأولمبية الصيفية لعام 2020. وبعد شهر، فازت بإحدى الميداليات البرونزية في منافساتها في بطولة بولندا المفتوحة 2021 التي أقيمت في وارسو، بولندا.
في أغسطس 2021، خسرت أوفشاروفا مباراة الميدالية البرونزية أمام طيبة يوسف من بلغاريا في 62 كجم سيدات في دورة الألعاب الأولمبية الصيفية 2020 في طوكيو، اليابان.

## روابط خارجية
- ليوبوف أوفشاروفا في موقع أوليمبيديا